# Tour du Faso
Il Tour du Faso (it. Giro del Burkina Faso) è una corsa a tappe maschile di ciclismo su strada che si svolge annualmente in Burkina Faso. Nata nel 1987, dal 2005 fa parte dell'UCI Africa Tour come gara di classe 2.2.

## Storia
La corsa è stata creata nel 1987 su iniziativa dell'ex ciclista francese Francis Ducreux, che ha anche organizzato il primo tour, e per volontà del presidente del paese Thomas Sankara, che era anche un grande appassionato di ciclismo. Il primo vincitore del tour fu il ciclista sovietico Igor Lyushenko .
Fino alla metà degli anni 2000, il tour si svolgeva come evento amatoriale o con uno status meno professionale. Dal 2001 al 2008, la corsa è stata organizzata dalla società francese Amaury Sport Organisation, società responsabile del Tour de France. Nel 2005 il tour è entrato nel calendario del neonato UCI African Tour con la categoria 2.2. Dal 2009 l'organizzazione della gara è stata rilevata dalla Federazione ciclistica del Burkina Faso (FBC) e dal governo del paese.
La corsa del 2012 fu funestata dalla morte del ciclista belga Gunther Cuylits, colpito da arresto cardiaco in un ristorante di Ouagadougou poche ore dopo la cerimonia di premiazione del tour, in cui si era classificato all'ottavo posto assoluto.
Nel 2014, la corsa è stata annullata a causa dell'epidemia di febbre emorragica di Ebola in Africa occidentale, sebbene il paese non avesse casi segnalati della malattia e non confinasse con le zone più colpite dalla malattia. È stato anche proposto di organizzare la gara a livello nazionale.
Nel 2020 la gara è stata annullata a causa della Pandemia di COVID-19 in Burkina Faso.
Nel 2021 si è disputata la prima edizione del Tour du Faso femminile, su 4 tappe disputate parallelamente al Tour maschile.
Nel 2024 l'Unione Ciclistica Internazionale (UCI) ha rimosso il Tour de Faso dal calendario delle competizioni internazionali, dopo aver appreso che la squadra russa del CSKA Mosca era stata ammessa al Tour e aveva preso parte alla prima tappa, nonostante il bando internazionale delle società russe e bielorusse conseguente all'invasione russa dell'Ucraina del 2022.

## Percorso
Fino al 2006 il percorso di gara consisteva in 10-13 tappe, a volte comprendenti un prologo e un giorno di riposo. Dal 2007 è stata ridotta a 10 tappe e senza giorno di riposo. A causa della natura pianeggiante del paese, non esiste una classifica di montagna per la gara. Per aumentare il livello di difficoltà si iniziarono ad aggiungere al percorso tratti di strade sterrate . 
La lunghezza totale delle tappe del tour è di oltre 1200 km. Il percorso usualmente parte ed arriva nella capitale Ouagadougou. Il fondo stradale è principalmente asfaltato, ma la corsa comprende ampi tratti di strada sterrata.
Nonostante le pessime condizioni delle strade del paese, la stragrande maggioranza del percorso si svolge su strade asfaltate; tuttavia, le immagini più associate a questa corsa sono quelle dei chilometri che corrono lungo le strade sterrate, polverose e sabbiose del Paese. Una delle grandi difficoltà della corsa sono le alte temperature (a volte superiori a 45 ºC) che i ciclisti devono sopportare.
Alla gara partecipano normalmente le migliori squadre africane e alcune dell'UCI Europe Tour (circuito continentale europeo). La corsa è solitamente dominata dai ciclisti europei che, in cerca di opportunità nelle grandi squadre, si recano alla tappa africana per il suo prestigio e la sua notorietà. Nonostante ciò, un buon numero di vittorie si registra tra i ciclisti del continente africano, a causa delle condizioni climatologiche sopra menzionate, contribuendo così ad aumentare il livello ciclistico del continente.

## Nella cultura
Nel 2011 il regista tedesco Wilm Huygen ha girato il documentario franco-tedesco Tour du Faso, in cui si racconta la partecipazione di tre ciclisti amatoriali provenienti dalla Francia, dal Burkina Faso e dalla Germania (Benjamin Höber). Presentato al Biberach Film Festival 2013, il film è uscito nei cinema tedeschi il 29 maggio 2014.
Nel 2017 una troupe cinematografica della Norddeutscher Rundfunk (NDR) ha accompagnato la squadra ciclistica tedesca Team Bike Aid capitanara da Benjamin Stauder, realizzando il documentario Tour du Faso: Das größte Radrennen Afrikas. Stauder ha vinto cinque tappe, indossando la maglia verde del capoclassifica e ha corso con la maglia gialla del leader assoluto per un totale di tre giorni.

## Albo d'oro
Aggiornato all'edizione 2023.
| Anno | Vincitore                                                                | Secondo                                                                  | Terzo                                                                    |
| ---- | ------------------------------------------------------------------------ | ------------------------------------------------------------------------ | ------------------------------------------------------------------------ |
| 1987 | Igor Luchinko                                                            | Oleg Vassiliev                                                           | Sayouba Zongo                                                            |
| 1988 | Mady Kaboré                                                              | Souleymane Belem                                                         | Sayouba Zongo                                                            |
| 1989 | Maxime Ouedraogo                                                         | Moussa Ouedraogo                                                         | Amadou Amani                                                             |
| 1990 | Aimé Zongo                                                               | Saidou Rouamba                                                           | Maxime Ouedraogo                                                         |
| 1991 | Saidou Rouamba                                                           | Bernard Wyina                                                            | Moussa Ouedraogo                                                         |
| 1992 | Philippe Lepeurien                                                       | Jean-Marie Tognini                                                       | Aimé Zongo                                                               |
| 1993 | Maurice Sawadogo                                                         | Ernest Zongo                                                             | Guendour Oumar                                                           |
| 1994 | Karim Yameogo                                                            | Maurice Sawadogo                                                         | Sylvain Tondé                                                            |
| 1995 | Ernest Zongo                                                             |                                                                          |                                                                          |
| 1996 | Guido Fulst                                                              | Michael Link                                                             | Sven Landwehrkamp                                                        |
| 1997 | Ernest Zongo                                                             | Jean-Baptiste Kouassi                                                    | Nourgo Bamba                                                             |
| 1998 | Jacques Castan                                                           | Kurt Van Landeghem                                                       | Patrick Chevalier                                                        |
| 1999 | Saïd Mosry Sald                                                          | Sylvain Lavergne                                                         | Ondrej Slobodnik                                                         |
| 2000 | Mychajlo Chalilov                                                        | Dimitri Pavi Degl'Innocenti                                              | Karl Pauwels                                                             |
| 2001 | Joost Legtenberg                                                         | Abdelati Saadoune                                                        | Maarten Tjallingii                                                       |
| 2002 | Abdelati Saadoune                                                        | Alexandre Lecoq                                                          | Amado Pafadnam                                                           |
| 2003 | Maarten Tjallingii                                                       | Thierry David                                                            | Kay Kermer                                                               |
| 2004 | Sawadogo A. Wahab                                                        | Thierry David                                                            | Michel Lelièvre                                                          |
| 2005 | Rabaki Jeremie Ouedraogo                                                 | Saidou Rouamba                                                           | Karel Pattyn                                                             |
| 2006 | David Verdonck                                                           | Martinien Tega                                                           | Julien Gonnet                                                            |
| 2007 | Adil Jelloul                                                             | Sadrak Teguimaha                                                         | Mouhssine Lahsaini                                                       |
| 2008 | Guy Smet                                                                 | Laurent Donnay                                                           | Sadrak Teguimaha                                                         |
| 2009 | Abdelati Saadoune                                                        | Mouhcine Lahsaini                                                        | Mohammed Said Elammoury                                                  |
| 2010 | Julien Schick                                                            | Rasmané Ouédraogo                                                        | Damien Leguay                                                            |
| 2011 | Hamidou Zidweiba                                                         | Martinien Tega                                                           | Rasmané Ouédraogo                                                        |
| 2012 | Rasmané Ouédraogo                                                        | Abdoul Aziz Nikiema                                                      | Leander Schreurs                                                         |
| 2013 | Abdoul Aziz Nikiema                                                      | Isiaka Cissé                                                             | Yannick Bantsi                                                           |
| 2014 | annullato                                                                | annullato                                                                | annullato                                                                |
| 2015 | Mouhassine Lahsaini                                                      | Mohamed Er Rafai                                                         | Mathias Sorgho                                                           |
| 2016 | Harouna Ilboudo                                                          | Vincent Graczyk                                                          | Zemenfes Solomon                                                         |
| 2017 | Salah Eddine Mraouni                                                     | Saymon Musie                                                             | Mathias Sorgho                                                           |
| 2018 | Mathias Sorgho                                                           | Sjors Handgraaf                                                          | Dieter Bouvry                                                            |
| 2019 | Dário António                                                            | Bruno Araujo                                                             | Jonas Döring                                                             |
| 2020 | annullato                                                                | annullato                                                                | annullato                                                                |
| 2021 | Daniel Bichlmann                                                         | Oussama Khafi                                                            | Souleymane Koné                                                          |
| 2022 | Cancellato a causa del colpo di Stato in Burkina Faso del settembre 2022 | Cancellato a causa del colpo di Stato in Burkina Faso del settembre 2022 | Cancellato a causa del colpo di Stato in Burkina Faso del settembre 2022 |
| 2022 | Paul Daumont                                                             | Rutger Wouters                                                           | Achraf Ed Doghmy                                                         |

## Albo d'oro femminile
| Anno | Vincitrice | Seconda            | Terza        |
| ---- | ---------- | ------------------ | ------------ |
| 2021 | Awa Bamogo | Lamoussa Zoungrana | Houlda Zongo |